# V391 Pegasi
V391 Pegasi, cũng được phân loại là HS 2201+2610, là một ngôi sao subdwarf có ánh sáng màu trắng xanh cách Trái Đất khoảng 4.000 năm ánh sáng trong chòm sao Phi Mã. Ngôi sao này khá nhỏ, chỉ bằng một nửa khối lượng và nhỏ hơn một phần tư đường kính của Mặt Trời, nhưng có độ sáng gấp 34 lần Mặt Trời. V391 Pegasi có thể đã khá già, có lẽ hơn 10 Gyr. Đây là một ngôi sao biến quang thuộc loại V361 Hydrae (hay còn gọi là kiểu sdBVr). Người ta tin rằng khối lượng của V391 Pegasi khi ngôi sao này vẫn còn trong dãy chính là từ 0,8 đến 0,9 khối lượng Mặt Trời.

## Hình thành
Các sao subdwarf B như V391 Pegasi được cho là kết quả của sự phóng ra lớp vỏ hydro của một ngôi sao khổng lồ đỏ tại hoặc ngay trước khi bắt đầu phản ứng tổng hợp heli. Sự phóng ra chỉ để lại một lượng nhỏ hydro trên bề mặt—chưa đến 1/1000 tổng khối lượng của sao. Cuối cùng, ngôi sao sẽ nguội đi, trở thành một sao lùn trắng có khối lượng thấp. Hầu hết các ngôi sao có thể giữ lại được nhiều hydro sau giai đoạn sao khổng lồ đỏ đầu tiên, và cuối cùng trở thành sao nhánh tiệm cận khổng lồ. Lý do khiến một số ngôi sao, như V391 Pegasi, giảm khối lượng quá nhiều vẫn chưa được biết rõ.

## Hệ hành tinh giả thuyết
Năm 2007, nghiên cứu sử dụng phương pháp variable star timing đã chỉ ra sự hiện diện của một hành tinh khí khổng lồ quay quanh V391 Pegasi. Hành tinh này được đặt tên là V391 Pegasi b. Hành tinh này đã cung cấp manh mối về những gì có thể xảy ra với các hành tinh trong Hệ Mặt Trời khi Mặt Trời trở thành sao khổng lồ đỏ trong vòng 5 tỷ năm tới.
Tuy nhiên, nghiên cứu tiếp theo được công bố vào năm 2018 đã tìm thấy bằng chứng ủng hộ và chống lại sự tồn tại của ngoại hành tinh này. Mặc dù sự tồn tại của hành tinh này không bị bác bỏ, nhưng trường hợp về sự tồn tại của V391 Pegasi b là không chắc chắn và các tác giả tuyên bố rằng nó "cần được xác nhận bằng một phương pháp độc lập".
| Thiên thể đồng hành (thứ tự từ ngôi sao ra) | Khối lượng  | Bán trục lớn (AU) | Chu kỳ quỹ đạo (ngày) | Độ lệch tâm | Độ nghiêng | Bán kính |
| ------------------------------------------- | ----------- | ----------------- | --------------------- | ----------- | ---------- | -------- |
| b                                           | >3.2±0.7 MJ | 1.7±0.1           | 1170±44               | 0.00        | —          | —        |